# Муратов Зіннят Ібетович
Зіннят Ібетович (Ібятович) Муратов (9 січня 1906, село Новокалмашево Уфимської губернії, тепер Чекмагушівського району Башкортостану, Російська Федерація — 31 травня 1988, місто Москва, тепер Російська Федерація) — радянський державний діяч, 1-й секретар Татарського обкому КПРС. Член ЦК КПРС у 1952—1961 роках. Депутат Верховної Ради СРСР 2—4-го скликань.

## Життєпис
Народився 27 грудня 1905 (9 січня 1906) року в селянській родині. У 1920—1926 роках — ремонтний робітник, вантажник на Томській залізниці. У 1927 році закінчив робітничий факультет в місті Казані.
У 1927—1930 роках — студент Ленінградського політехнічного інституту.
Член ВКП(б) з 1930 року.
У 1930—1933 роках — викладач Ленінградського інституту інженерів водного транспорту, слухач Інституту червоної професури.
У 1933—1935 роках — секретар партійного комітету, начальник сектора Політичного управління (відділу) Омської залізниці.
У 1935—1941 роках — директор Центральних партійних курсів політичних працівників залізничного транспорту.
У 1942—1943 роках — відповідальний контролер Комісії партійного контролю при ЦК ВКП(б); уповноважений Комісії партійного контролю при ЦК ВКП (б) по Кіровській області.
У 1943—1944 роках — 3-й секретар Татарського обласного комітету ВКП(б). У 1944 році — 2-й секретар Татарського обласного комітету ВКП(б).
28 грудня 1944 — 6 червня 1957 року — 1-й секретар Татарського обласного комітету ВКП(б)—КПРС.
У червні 1957 — 1960 року — інспектор ЦК КПРС.
З 1960 року — персональний пенсіонер союзного значення в Москві.
Помер 31 травня 1988 року. Похований на Троєкуровському цвинтарі Москви.

## Нагороди і звання
- три ордени Леніна (24.07.1945, 24.06.1950, 31.12.1955)
- орден Жовтневої Революції (30.12.1975)
- орден Дружби народів (26.12.1985)
- орден «Знак Пошани» (8.01.1966)
- медалі